# NGC 920
NGC 920 è una galassia a spirale (o lenticolare) situata nella costellazione di Andromeda, a una distanza di circa 228 milioni di anni luce dalla nostra Via Lattea.

## Scoperta
La galassia è stata scoperta l'11 settembre 1885 dall'astronomo statunitense Lewis Swift, ma riportata con un valore anomalo delle coordinate e inserita nel Catalogue of Principal Galaxies con la designazione PGC 9377. Il 28 gennaio 1891, la galassia è stata osservata dall'astronomo francese Guillaume Bigourdan che ne riportò le coordinate esatte che differivano da quelle indicate da Swift; pertanto venne considerata come una nuova scoperta e inserita nell'Index Catalogue con il codice IC 1799 e nel Catalogue of Principal Galaxies con la designazione PGC 9432.

### Problematiche collegate all'identificazione di NGC 920
I database NASA/IPAC, SIMBAD e HyperLeda identificano la galassia NGC 920 come PGC 9337, in conseguenza del valore dell'ascensione retta indicata da Swift nella sua relazione della scoperta. Solo nel 2014 Steve Gottlieb, con la conferma successiva di Wolfgang Steinicke e Harold Corwin, fece notare l'incongruenza tra la descrizione della galassia datane dall'autore della scoperta e le sue coordinate. L'identificazione di NGC 920 con PGC 9377 è pertanto non corretta, e la corrispondenza reale è con IC 1799 e PGC 9432, che sono i codici attribuiti alla scoperta dello stesso oggetto fatta da Bigourdan nel 1891.

## Descrizione
NGC 920 presenta una larga riga a 21 cm dell'idrogeno neutro.

## Gruppo di NGC 920
NGC 920 è la più brilante di gruppo di tre galassie che porta il suo nome. Le altre due galassie del trio sono NGC 933 e UGC 1867. Nell'articolo di Garcia NGC 920 è identificata come IC 1799 e PGC 9432, mentre alcuni autori la associano erroneamente a PGC 9337.